# Krótki kurs historii WKP(b)
Historia Wszechzwiązkowej Komunistycznej Partii (bolszewików). Krótki kurs. (ros. История Всесоюзной Коммунистической Партии (Большевиков): Краткий курс) – publikacja propagandowa będąca oficjalną wykładnią historii Wszechzwiązkowej Komunistycznej Partii (bolszewików) (WKP(b)) i nazwana później „biblią stalinizmu” . Ta wydana w 1938 roku praca przedstawia historię radzieckiej partii komunistycznej według obowiązującej wówczas w Związku Socjalistycznych Republik Radzieckich doktryny stalinizmu, którą Józef Stalin w książce nazywa marksizmem-leninizmem. W ZSRR i państwach satelickich ZSRR była wykorzystywana jako podręcznik do kształcenia ideologicznego i stała się punktem wyjścia przy opracowywaniu programu nauczania przedmiotu „Wiedza o społeczeństwie”.
Oficjalnie autorem dzieła była specjalna komisja Komitetu Centralnego WKP(b) wraz z Józefem Stalinem, który miał osobiście nadzorować prace komisji i współtworzyć treść książki. Faktyczni autorzy nie są znani.

## Historia
„Historia WKP(b)” została najpierw opublikowana na łamach „Prawdy”, głównego partyjnego dziennika w ZSRR, w odcinkach pomiędzy 9 a 19 września 1938 r., a następnie, jeszcze w tym samym roku, w wersji książkowej. W ciągu pierwszych piętnastu lat od pierwszego wydania w 1938 r. „Historia” doczekała się aż 301 wydań w 67 językach (w tym po polsku), o łącznym nakładzie rosyjskojęzycznym 42,816 milionów egzemplarzy, a dzieło stało się najliczniej wydawaną książką w ZSRR. Całkowity nakład wielojęzyczny powyżej 60 milionów egzemplarzy.
Krótki kurs był klasycznym przykładem propagandy stalinowskiej, gloryfikującym Lenina i Stalina i zakłamującym rzeczywistość w ZSRR. Książka nie tylko fałszywie opisywała gospodarkę i życie codzienne w tym kraju, ale także dopuszczała się ogromnych fałszerstw historycznych, przypisując Stalinowi przesadnie wszelkie zasługi w organizacji rewolucji październikowej i partii bolszewickiej, a milcząc o udziale działaczy przez niego później represjonowanych, których wkład w historię partii był nawet większy. Współcześnie może zatem przedstawiać wartość jedynie dla badaczy propagandy politycznej.

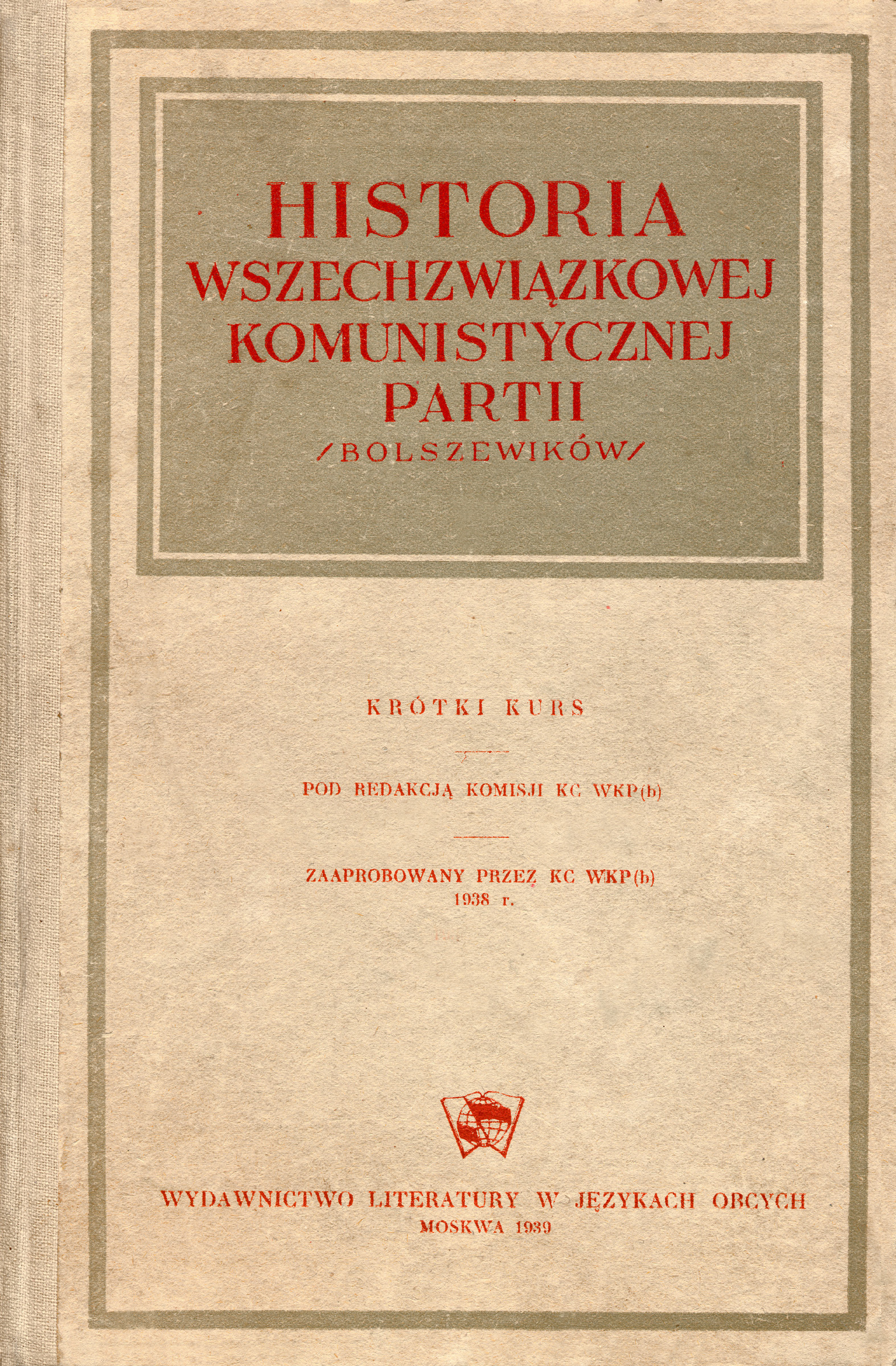
Okładka pierwszego wydania „Historii” w języku polskim wydrukowanego w ZSRR

Pierwsze tłumaczenie „Historii” na język polski ukazało się w 1939 r. w Moskwie nakładem tamtejszego Wydawnictwa Literatury w Językach Obcych. Kolejne (drugie) ukazało się w roku następnym; w sumie w Moskwie ukazało się pięć wydań polskojęzycznych.
Pierwsze wydanie w Polsce miało miejsce w 1948 r., nakładem Spółdzielni Wydawniczej „Książka”, między innymi jako wynik już jednoznacznego wejścia Polski w sferę wpływów ZSRR, w roku tzw. zjednoczenia PPR i PPS. Prawdopodobnie największy jednorazowy polski nakład „Historii” miał miejsce w 1950 r., o czym informował „Tygodnik Powszechny” z 30 kwietnia 1950 (nr 18) w rubryce „Z dnia”: „Największy nakład po wojnie osiągnął „Pan Tadeusz” A. Mickiewicza – 1,5 mln, tuż po nim „Krótki kurs historii WKP(b)” – 1,25 mln egzemplarzy”.
Ostatnie (ósme) polskie wydanie ukazało się w 1955 r., w dwóch rzutach: w marcu – 20163 i kwietniu – 30000 egzemplarzy.

## Historia WKP(b)wydawana w języku polskim

### wydania radzieckie
- „Historia Wszechzwiązkowej Komunistycznej Partii (bolszewików). Krótki kurs. Pod red. Komisji KC WKP(b), zaaprobowany przez KC WKP(b)” 1938 r.; Wyd. 1, Wydawnictwo Literatury w Językach Obcych, Moskwa 1939.
- „Historia Wszechzwiązkowej Komunistycznej Partii (bolszewików). Krótki kurs.”; Wyd. 2, Wydawnictwo Literatury w Językach Obcych, Moskwa 1940 (nakł. 40140[7] egz.).
- „Historia Wszechzwiązkowej Komunistycznej Partii (bolszewików). Krótki kurs.”; Wyd. 3, Wydawnictwo Literatury w Językach Obcych, Moskwa 1941 (nakł. 10100 egz.).
- „Historia Wszechzwiązkowej Komunistycznej Partii (bolszewików). Krótki kurs.”; Wyd. 4, Wydawnictwo Literatury w Językach Obcych, Moskwa 1945 (nakł. 35100 egz.).
- „Historia Wszechzwiązkowej Komunistycznej Partii (bolszewików). Krótki kurs.”; Wyd. 5, Wydawnictwo Literatury w Językach Obcych, Moskwa 1951 (nakł. 4250 egz.).

### wydania polskie
- „Historia Wszechzwiązkowej Komunistycznej Partii (bolszewików). Krótki kurs. Pod red. Komisji KC WKP(b), zaaprobowany przez KC WKP(b)” 1938 r.; Wyd. 1, Spółdzielnia Wydawnicza „Książka”, Warszawa 1948.
- „Historia Wszechzwiązkowej Komunistycznej Partii (bolszewików). Krótki kurs.”; Wyd. 2, Spółdzielnia Wydawnicza „Książka”, Warszawa 1948 (nakł. 100000 egz.).
- „Historia Wszechzwiązkowej Komunistycznej Partii (bolszewików). Krótki kurs.”; Wyd. 3, Wyd. „Książka i Wiedza”, Warszawa 1949 (nakład 1000000 egz.).
- „Historia Wszechzwiązkowej Komunistycznej Partii (bolszewików). Krótki kurs.”; Wyd. 4, „Książka i Wiedza”, Warszawa 1950 (nakł. 1250000 egz.).
- „Historia Wszechzwiązkowej Komunistycznej Partii (bolszewików). Krótki kurs.”; Wyd. 6, „Książka i Wiedza”, Warszawa 1954 (nakł. 50223 egz.).
- „Historia Wszechzwiązkowej Komunistycznej Partii (bolszewików). Krótki kurs.”; Wyd. 7, „Książka i Wiedza”, Warszawa 1954 (nakł. 50242 egz.).
- „Historia Wszechzwiązkowej Komunistycznej Partii (bolszewików). Krótki kurs.”; Wyd. 8, „Książka i Wiedza”, Warszawa 1955 (ostatnie w Polsce; w dwóch rzutach: III – 20163 egz., IV – 30000 ).